# Vinschgerbahn
A helyi dialektusban Vinschgerbahn-nak nevezett Vinschgaubahn, illetve olaszul Ferrovia della Val Venosta egy normál nyomtávolságú, a dél-tiroli Vinschgau-n/Val Venosta-n keresztül, Meranból/Meranóból Malsba/Malles Venostába vezető vasútvonal. A vonalat, mely az Etsch/Adige folyó völgyéhez csatlakozik, eredetileg az Alpokon, a Brennertől átvezető transzverzális vasútvonal részeként tervezték.

## Története
A Vinschgaubahnt (régiesen: Vintschgaubahn) 1898-ban államilag garantált normál nyomtávolságú osztrák helyi magánvasútként koncesszionálták. 1906 júliusában nyitotta meg a Bozen/Bolzano-Meran/Merano helyiérdekű vasúttal egyidejűleg az osztrák államvasút társaság. A tervek szerint a Reschenpass-on/Passo di Resián keresztül az Inn folyó völgyéig és tovább az Arlbergbahnon át Landeckig vezették volna. Tirol első világháború utáni kettéosztása azonban ezeket a terveket meghiúsította, noha egyes munkálatok Landeck térségében már elkészültek. Ezen kívül az Ofenbergbahn tervével a Rhätische Bahnhoz is elvezették volna.
1918-tól a vonalat az Olasz Államvasutak FS üzemeltette, mely 1989-ben megszüntette itt a vasúti közlekedést. A személyszállítást a Südtiroler Automobildienstes/Società Autotrasporti Dolomiti (SAD) autóbuszai vették át. A helyi lakosság és a turisták elégedetlensége azonban, amelyet a vinschgaui közúti forgalom növekedése okozott, végig életben tartotta a vasút újraindításának igényét.
1999-ben a vasútvonal Dél-Tirol tulajdonába került, mely a vonalat az STA Südtiroler Transportstrukturen AG/Strutture Transporto Alto Adige S.p.A. vezetésével 2000-2004 között teljesen felújíttatta. Habár a vonal felépítményét teljesen fel kellett újítani, előnyösnek bizonyult, hogy a pályát a megelőző években nem bontották el. Egyrészt nem volt szükség közúti eszközökre, másrészt így a lakosság egész idő alatt létező vonalnak érezhette. A régi állomás- és megállóépületeket korhűen felújították, illetve ahol szükségesnek bizonyult, ott  modern stílusú új építményekkel pótolták. Ugyancsak megtartották Mals/Malles Venosta állomáson az egyedi fordítócsillagot. Több állomáson kerékpár-kölcsönző helyeket alakítottak ki.

## Üzeme

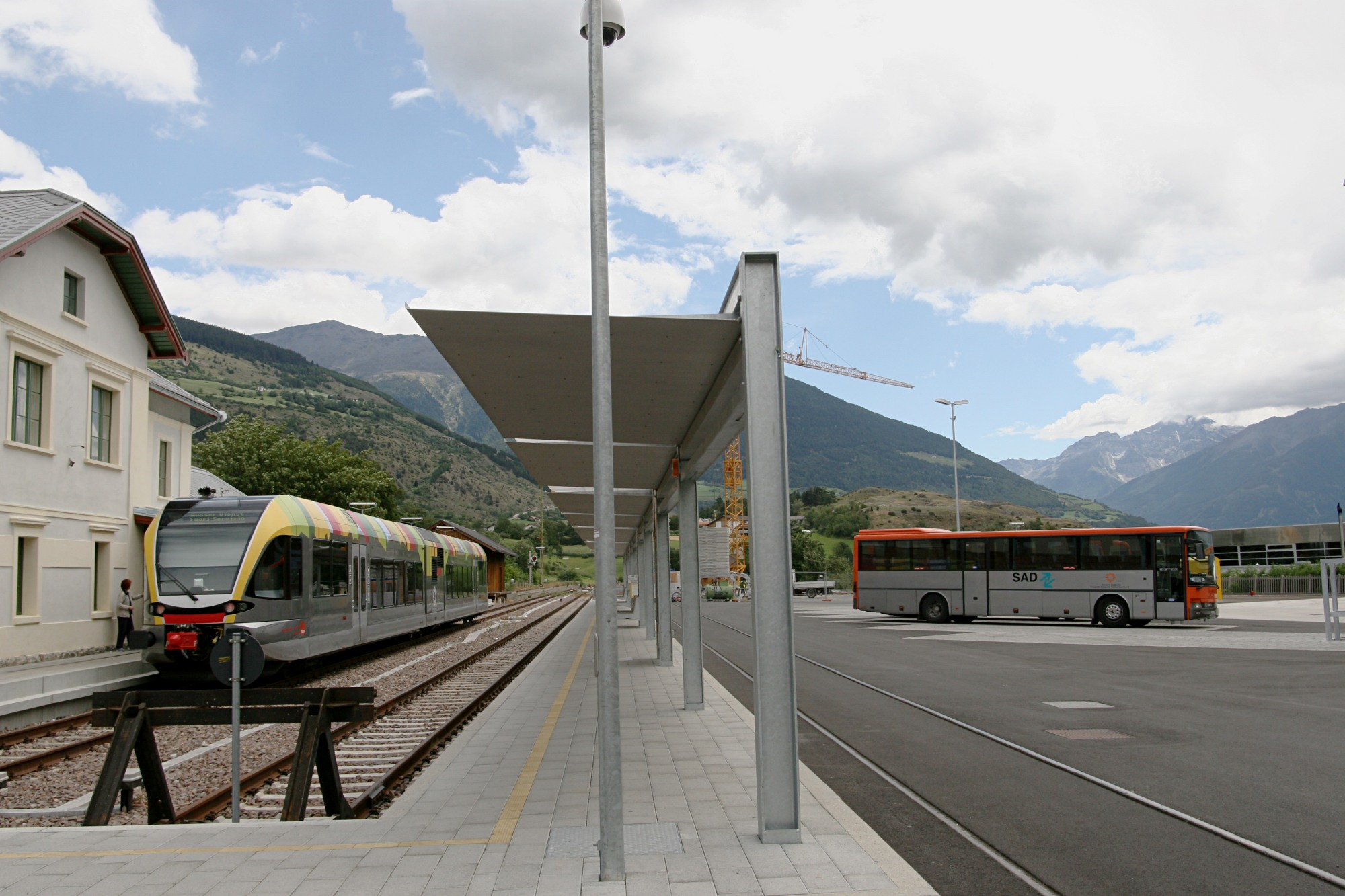
Mals/Malles Venosta állomás átszállóhely a regionális autóbuszjáratokra

A személyforgalmat a felújítás befejezése után a SAD Nahverkehr AG / SAD Transporto Locale spa (közlekedés) és az SBA (Südtiroler Bahnanlagen GmbH – infrastruktúra) vezetésével 2005. május 5-én vették fel. Az üzemeltetési koncepciót a zürichi Willi Hüsler Mérnökiroda dolgozta ki. A teherszállítás újrabevezetését egyelőre nem tervezik.
A megnyitás után átmenetileg változatlan buszközlekedés mellett órás ütemben jártak a vonatok Vinschgauban/Val Venostában. Ezen próbaüzemnek tekinthető idő alatt a végleges üzemhez szükséges tapasztalatokat gyűjtöttek és jobbítási lehetőségeket vizsgáltak. 2005 őszétől munkanapokon további sebesvonatokat állítottak be, melyek Schlandersig/Silandróig csak a fontosabb állomásokon állnak meg. 2006. december közepe óta ezek a sebesvonatok Bozenig/Bolzanóig, illetve Bozentől/Bolzanótól Malsig/Malles Venostáig közlekednek.

## Járműállomány

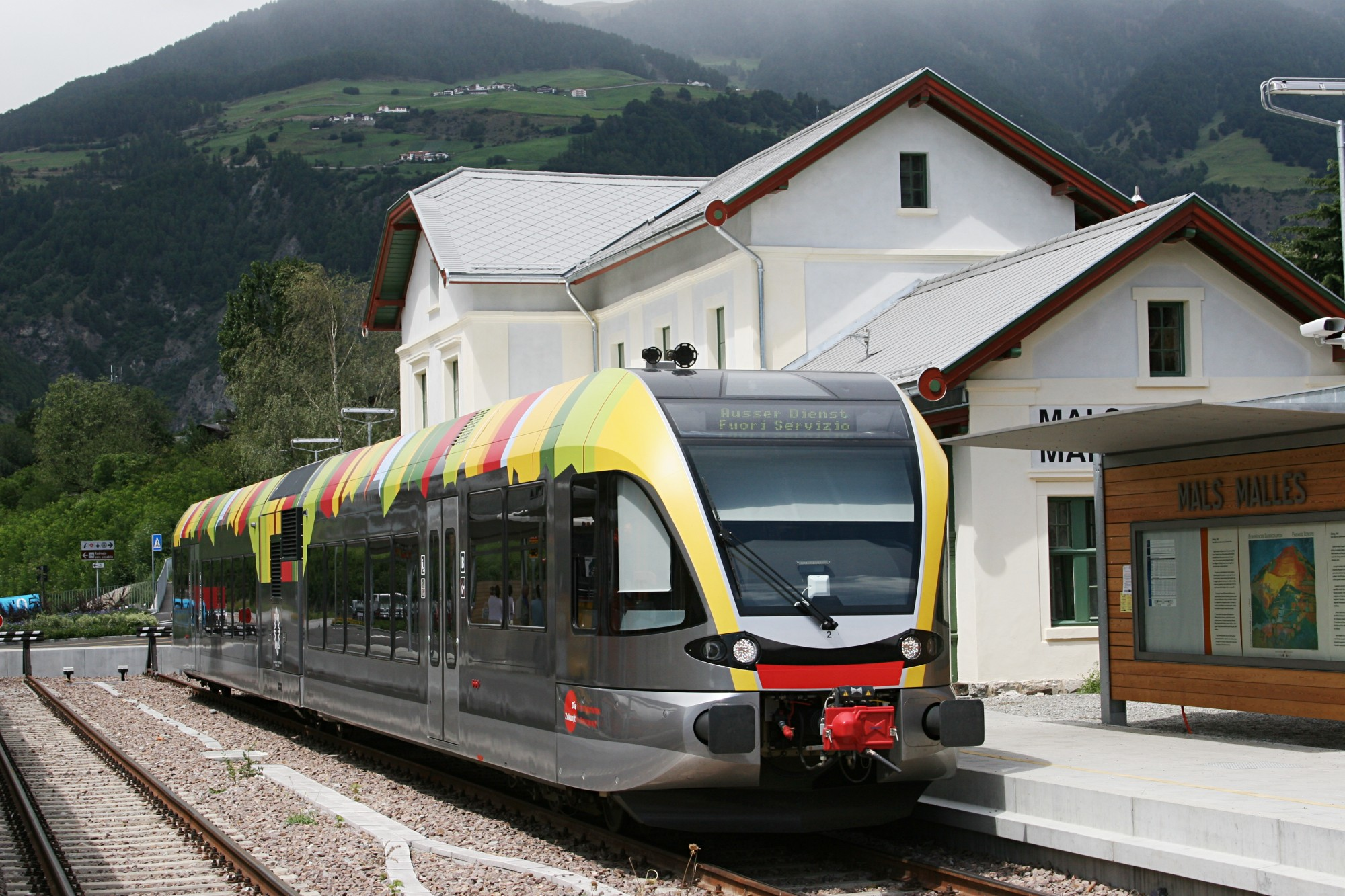
Stadler GTW Mals/Malles Venosta állomáson

- 12 db dízel-villamos Stadler GTW 2/6
- Az utolsó meglévő, 1882-ben épített, ezen a vonalon szolgáló gőzmozdony, az FS 899.006 (ex kkStB 294.09 ex Bozen-Meraner-Bahn "2 Meran") egy ideig Torinóban műemlékként volt kiállítva, jelenleg a Nápoly melletti Pietrarsa-ban az olasz vasút múzeumban található.

## Galéria

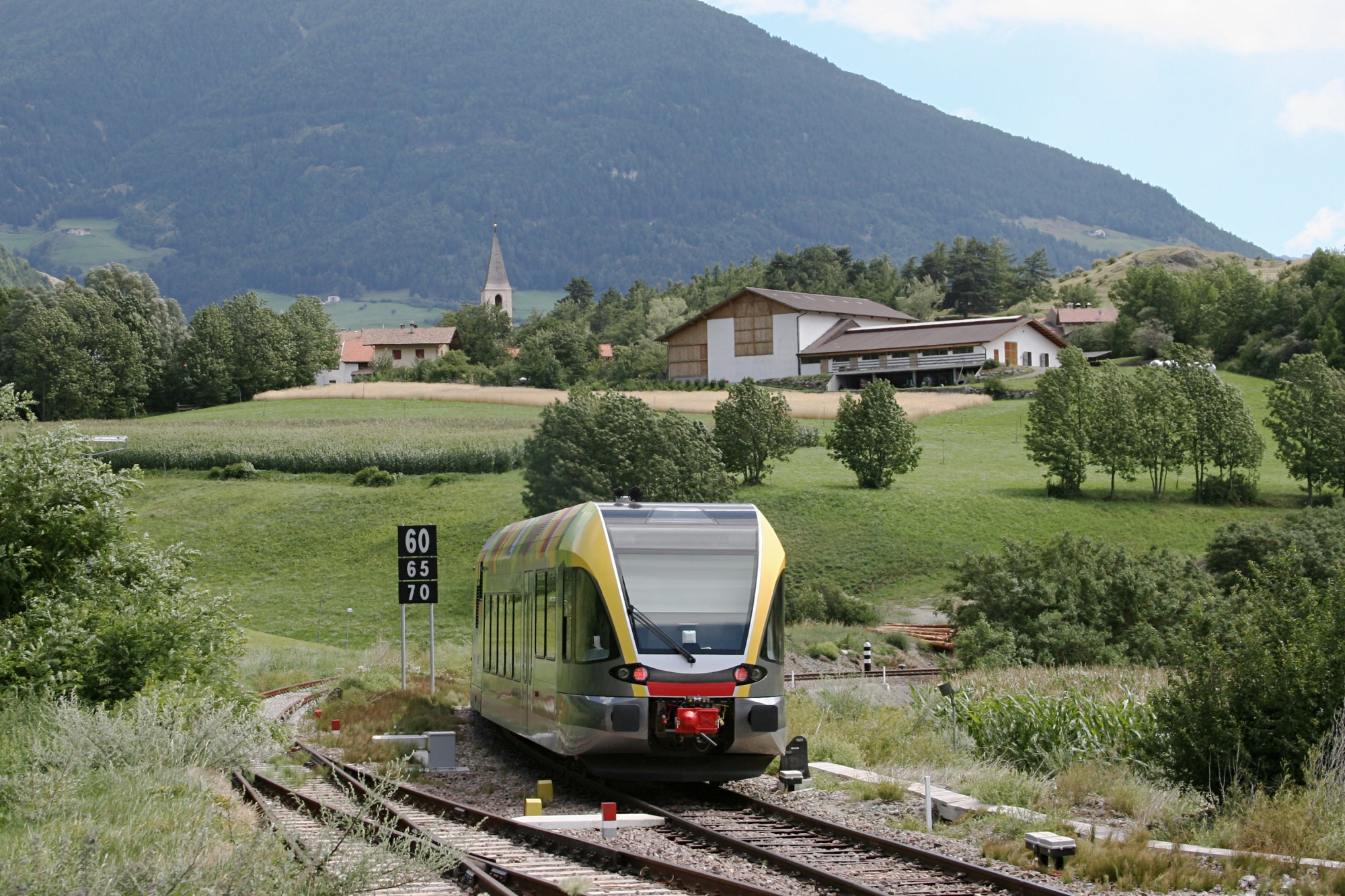
Motorkocsi indul Malsból/Malles Venostából Meran/Merano felé
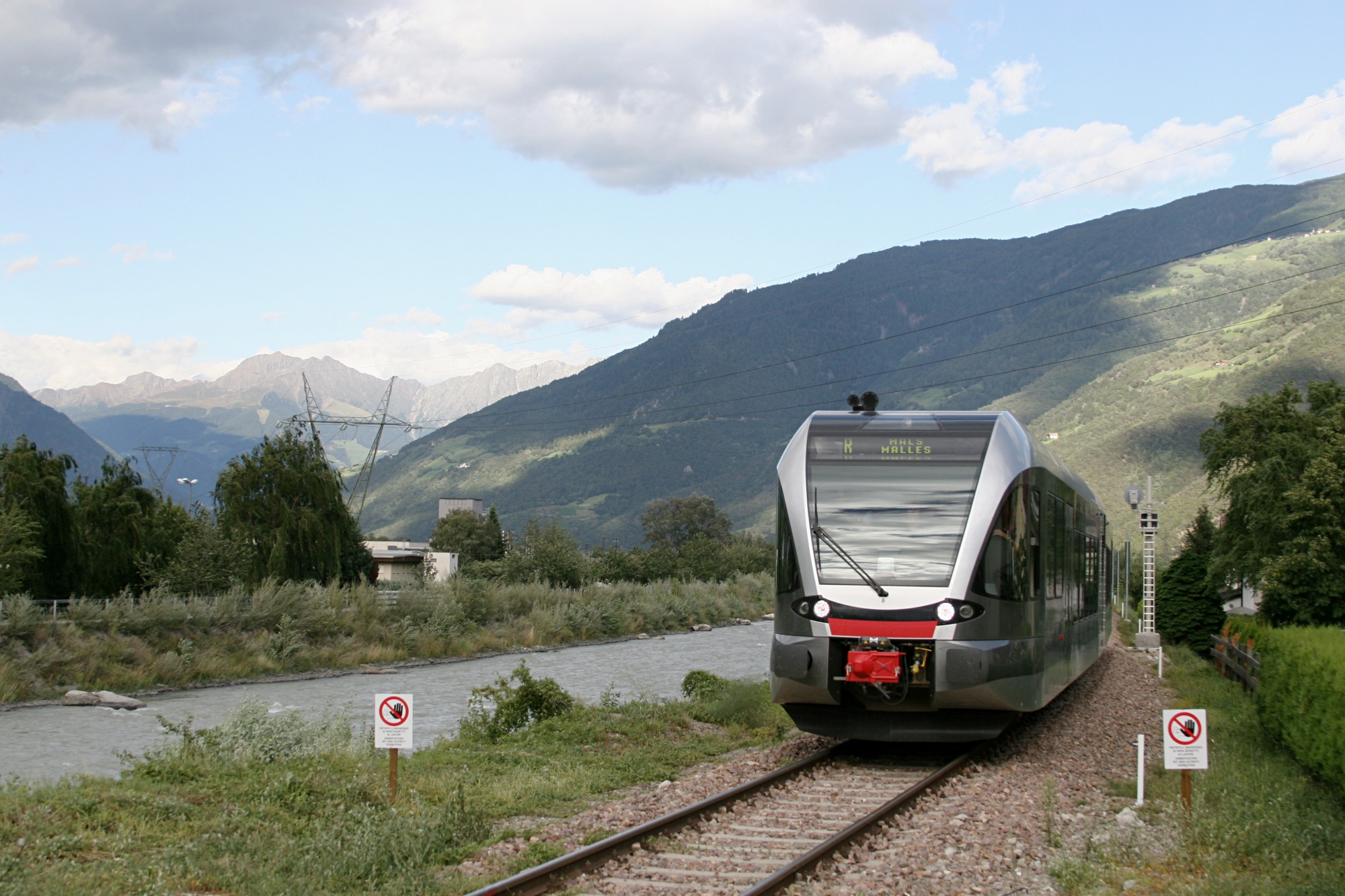
Az Etsch/Adige partján Naturnsnál/Naturnonál
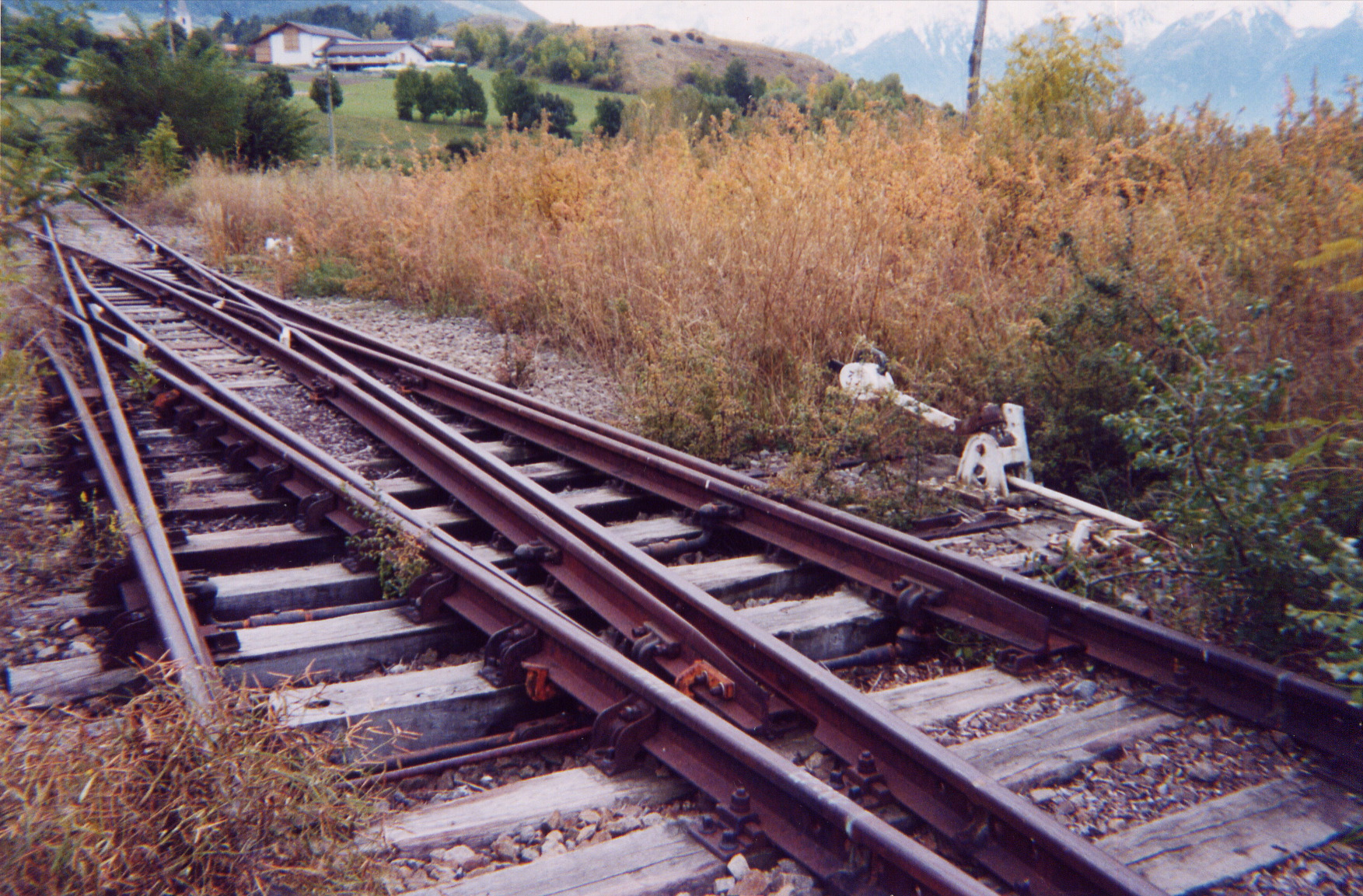
Mals/Malles Venosta állomás kijárati vágányainak állapota az üzemszünet idején
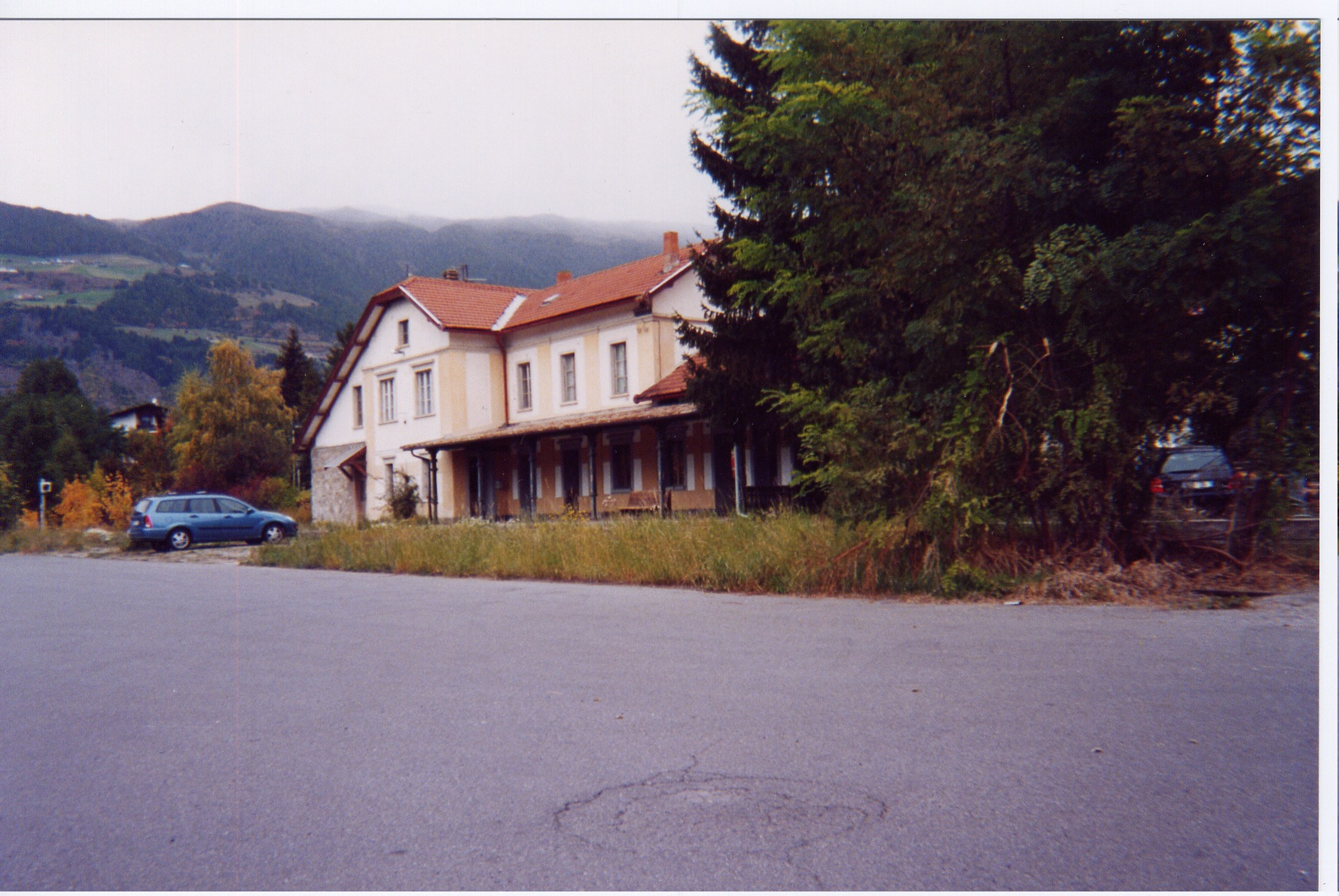
Mals/Malles Venosta állomás az üzemszünet idején
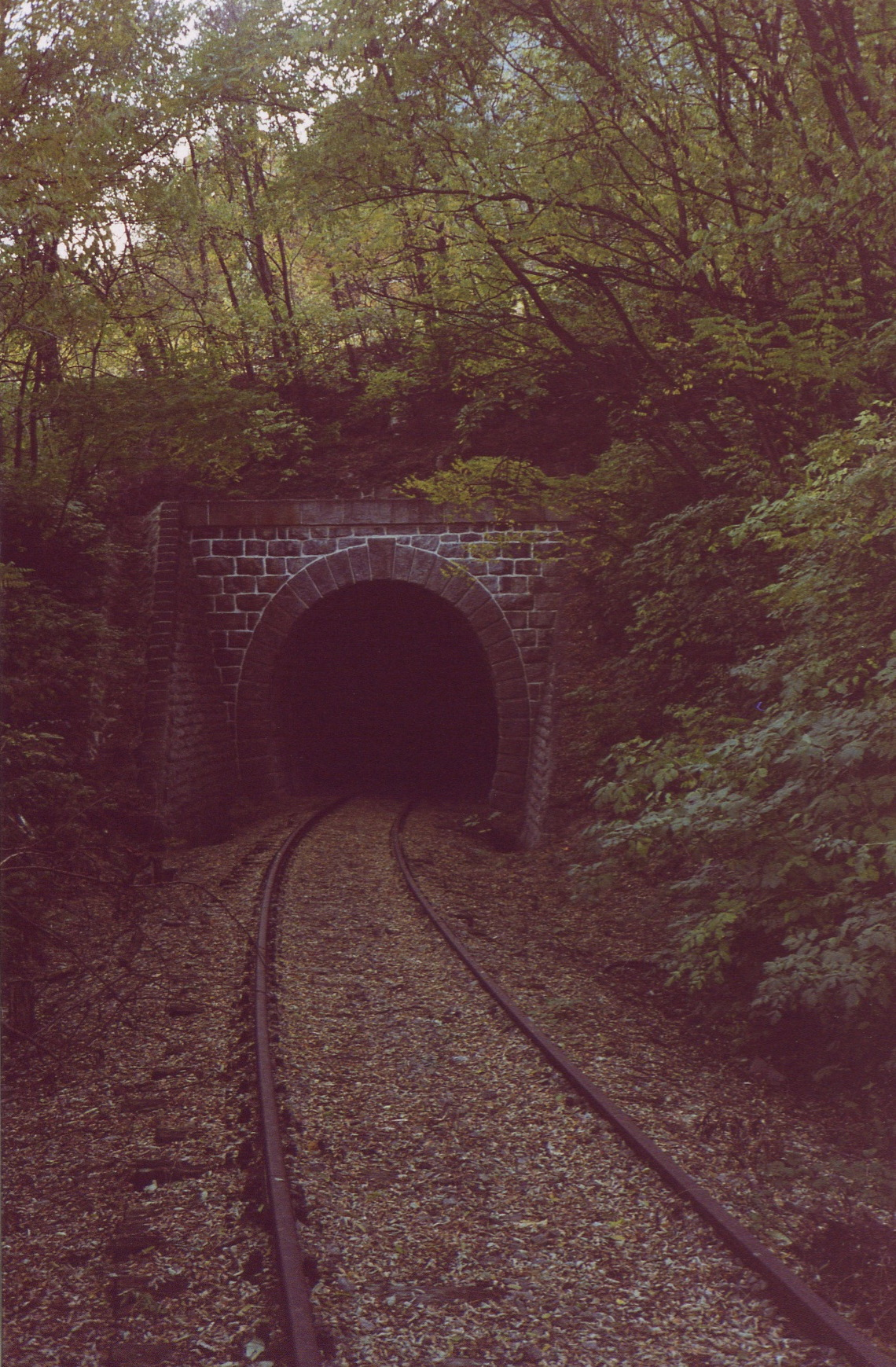
Alagút Marlingnál/Marlengónál az üzemszümet idején
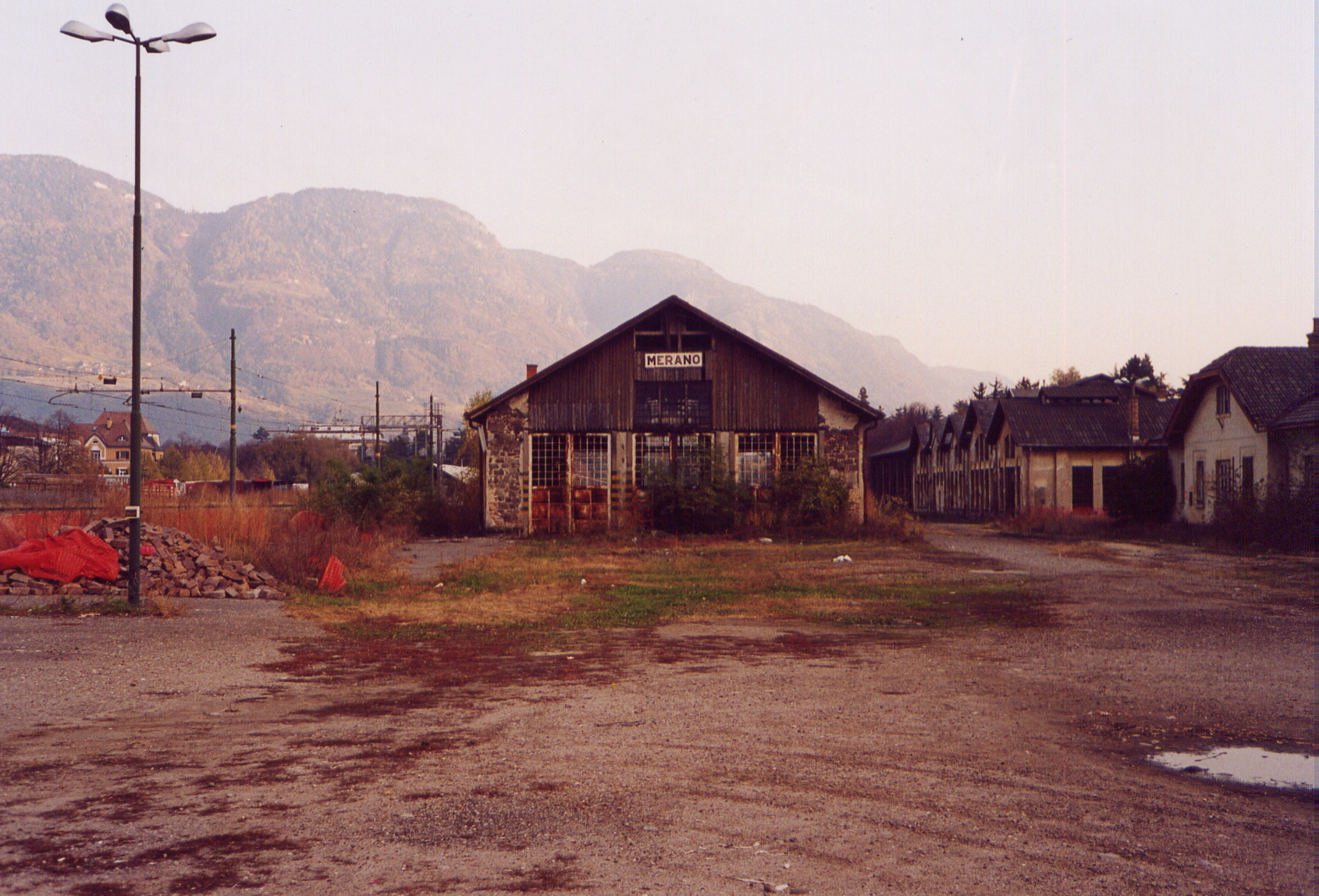
Meran/Merano állomás mozdonyszínjének állapota az üzemszünet idején
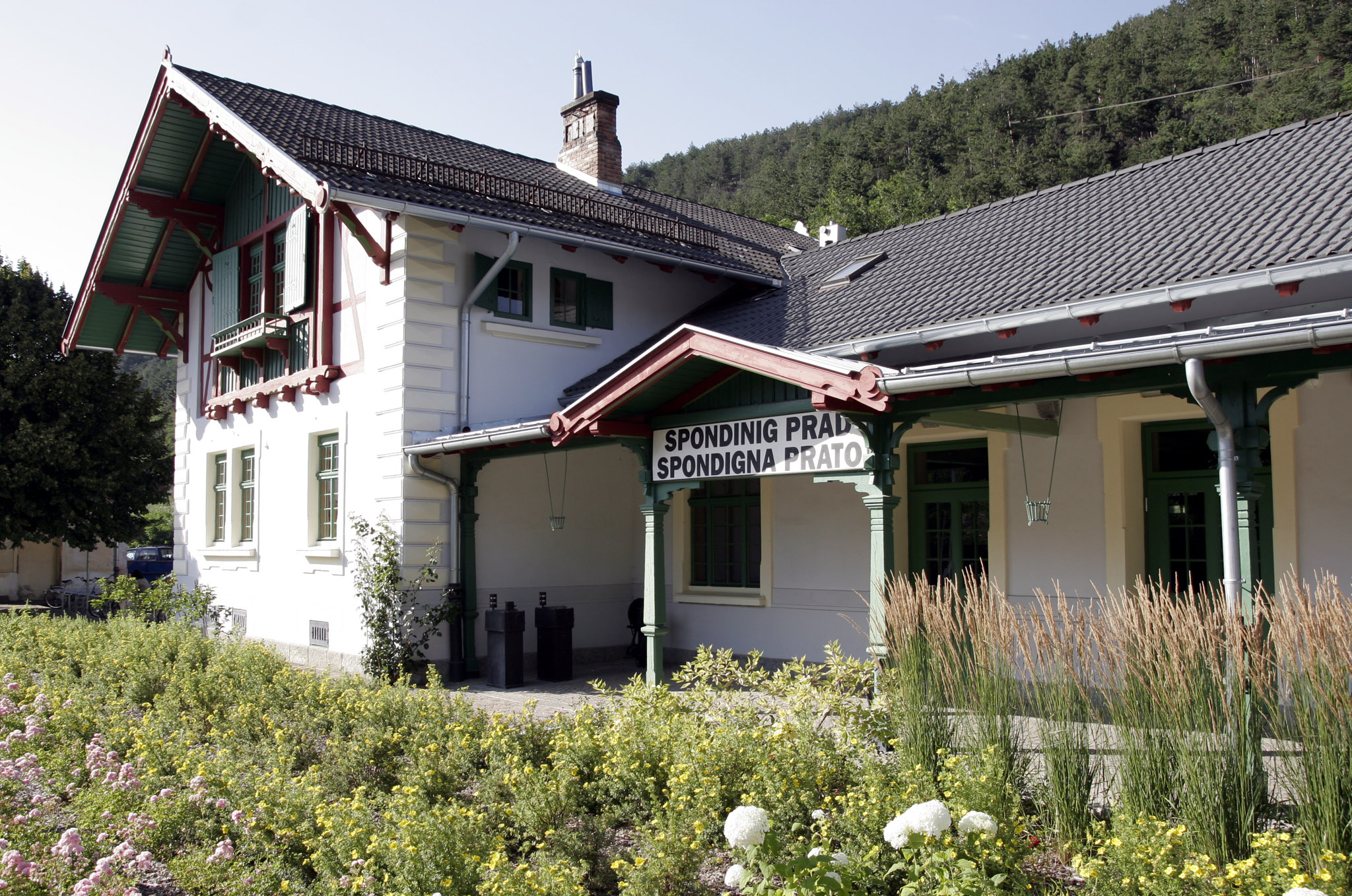
Spondinig/Spondigna állomása